# Torom-do-pará
O torom-do-pará (nome científico: Hylopezus paraensis) é uma espécie de ave passeriforme da família dos gralariídeos (Grallariidae) e do gênero Hylopezus. Se trata de uma espécie endêmica do Brasil, que ocorre nos estados do Pará e Maranhão. Sua ecologia e biologia é pouco compreendida em decorrência da antiga confusão feita em sua classificação taxonômica, haja vista ter sido originalmente reconhecido como subespécie do torom-carijó. As áreas onde ocorre estão sob pressão antrópica e a espécie foi classificada como vulnerável.

## Etimologia
O nome genérico Hylopezus deriva do grego hylē (ὕλη, "floresta, bosque", e pezós (πεζός), "pedestre". O epíteto específico paraensis é latim para "do Pará". O nome popular torom tem origem onomatopeica.

## Taxonomia
O torom-do-pará foi descrito pela primeira vez por Maria Emilie Snethlage em 1907. Seu holótipo (MPEG 3272) tem como localidade-tipo Ourém, próximo ao rio Guamá, no Pará. Originalmente, chamava-se Grallaria macularia berlepschi, mas anos depois Carl Eduard Hellmayr apontou que berlepschi estava ocupado dentro do gênero, o que levou Snethlage a atribuir o epíteto paraensis, cuja descrição oficial sob o nome Grallaria macularia paraensis foi dada.
Originalmente foi interpretado como subespécie do torom-carijó (Hylopezus macularius), mas uma reavaliação das evidências disponíveis indicou que a forma como o torom-carijó era definido consistia em múltiplas espécies. Por essa razão, o torom-do-pará (H. paraensis), o torom-do-imeri (H. dilutus) e o torom-de-alta-floresta (H. whittakeri). O próprio torom-carijó foi originalmente reconhecido como subespécie de torom-mascarado (H. auricularis), mas diferenças nas vocalizações justificaram o reconhecimento delas como espécies distintas. O torom-do-pará é monotípico.

## Descrição
As plumagens dos indivíduos jovens e imaturos ainda não foram descritas, mas presume-se que sejam muito semelhantes às do torom-carijó. Os adultos apresentam coroa cinza com tonalidade oliva que se estende até a nuca. Uma linha preta fina separa o anel ocular bem definido, de tom ocráceo-amarelado, de uma mancha loreal branco-amarelada. Essa mesma linha preta se prolonga abaixo do olho, formando uma listra malar que separa a garganta branca dos lados do pescoço, os quais, assim como as coberteiras auriculares, exibem coloração marrom-oliva com estrias e manchas indistintas em preto e ocre. O dorso transita gradualmente do cinza-oliva da coroa para um marrom-oliva, sendo as escapulares levemente marcadas com finas estrias de tom creme-claro. As asas são predominantemente marrom-oliva, mas as coberteiras primárias têm coloração mais escura, quase negra, contrastando com uma mancha ferrugínea gerada pela base pálida das primárias, exceto nas duas mais externas. As coberteiras menores e médias da parte superior das asas apresentam pontas amplas em tom amarelo-ocre, formando duas faixas alares irregulares. A garganta é branca, com uma faixa submalar preta e fina logo abaixo da listra malar. O restante das partes inferiores é branco, com um tom pálido e um tanto apagado de amarelo-ocre ou amarelo sujo atravessando o peito. Os lados do corpo e os flancos têm leve tonalidade oliva e são marcados por manchas pretas, que formam curtas estrias no peito e pequenos pontos nos flancos. Machos e fêmeas são semelhantes na plumagem. As partes nuas incluem o bico, cuja maxila varia de cinza-escuro a quase preta, enquanto a mandíbula apresenta ponta escura e base de cinza claro a rosado. A íris é castanho-escura. Tarsos e dedos são rosados ou castanho-rosados.
Quanto à massa corporal, os machos apresentam média de 43 gramas, variando entre 42 e 44 gramas, enquanto as fêmeas têm média de 45,2 gramas, com intervalo de 42 a 48,4 gramas, considerando amostras de 2 a 4 machos e 2 a 3 fêmeas. Agora, quanto às medidas, o comprimento da asa varia em torno de 95 milímetros, a cauda mede cerca de 34 milímetros, o cúlmen exposto do bico aproximadamente 20 milímetros e o tarso 35 milímetros, com base em uma amostragem não especificada. Outros registros apontam asas com 87 a 90 milímetros, caudas entre 35 e 37 milímetros e bicos de 19 a 20 milímetros (n = 5, sexo indeterminado). Medidas adicionais incluem o bico a partir das narinas com 13,6 milímetros e tarsos variando de 36,6 a 37,5 milímetros em três machos. Um exemplar masculino apresentou asa de 86 milímetros, cauda de 31,4 milímetros, cúlmen total de 22 milímetros e tarso de 31,7 milímetros. Dados agregados de uma amostra de 16 indivíduos (4 machos, 3 fêmeas e 9 de sexo indeterminado) indicam médias para o comprimento da asa entre 81,1 e 87,0 milímetros, cauda de 34,1 a 40,8 milímetros, comprimento do bico desde as narinas de 12,2 a 14,2 milímetros, largura na frente das narinas de 5,0 a 6,4 milímetros e profundidade no mesmo ponto entre 5,1 e 6,0 milímetros.

## Distribuição e habitat
O torom-do-pará é endêmico do bioma da Amazônia no Brasil e sua distribuição é restrita ao Centro de Endemismo Belém e a porção norte do Centro de Endemismo Xingu, nas sub-bacias do Gurupi, do Baixo Tocantins e do rio Xingu, nos estados do Pará e Maranhão. Insuficientemente bem conhecido para determinar se difere de espécies relacionadas. Assim como estas, habita o sub-bosque de florestas maduras de terra firme, provavelmente preferindo áreas de sub-bosque denso, como perto de quedas de árvores e áreas ribeirinhas. Aparentemente restrito a altitudes abaixo de 500 metros.

## Ecologia
Não há dados disponíveis no momento à dieta e táticas de forrageamento do torom-do-pará, mas presumivelmente é semelhante a outros Hylopezus do grupo macularius, que forrageiam no chão, em floresta úmida e exigem um bosque aberto, com pelo menos algum solo exposto. Sua vocalização consiste numa série de cinco a seis notas semelhantes, com ritmo em desaceleração e duração de aproximadamente três segundos, emitida em torno de 0,8 kHz, às vezes com uma leve queda no tom. Normalmente, é repetida em intervalos de 10 a 20 segundos. Devido à confusão anterior na literatura com espécies relacionadas, não há informações publicadas especificamente sobre o comportamento ou outros aspectos da história natural do torom-do-pará. É, sem dúvida, semelhante ao observado no torom-carijó. Durante a vocalização, a pele rosada localizada sob as penas da garganta costuma ficar visível, como ocorre com outras espécies do gênero Hylopezus. Seu comportamento é praticamente indocumentado, e ninho e ovos não foram descritos. Sem dúvida, sua biologia reprodutiva deve ser semelhante à de outras espécies do complexo de espécies macularius. Pinto relatou uma fêmea com um ovo bem formado no oviduto coletado em 9 de fevereiro de 1929 em Belém (como ‘Utinga’).

## Conservação
O torom-do-pará foi registrada em apenas dois dos nove remanescentes florestais importantes amostrados no Centro de Endemismo Belém. Durante um levantamento de cinco meses realizado no município de Paragominas, entre agosto e novembro de 2010 e em maio de 2011, a espécie foi observada apenas duas vezes, em duas microbacias distintas de floresta primária, seja intacta ou com exploração seletiva. É considerada potencialmente extinta na região metropolitana de Belém, onde não há registros há cerca de cinco décadas. Não existem dados concretos sobre o tamanho populacional atual ou histórico, mas presume-se que tenha ocorrido um declínio expressivo, com perda de mais de 70% de seu habitat original. Modelagens realizadas para uma espécie com distribuição e tempo geracional semelhantes (cabeça-de-prata, Lepidothrix iris) indicam uma perda de habitat projetada entre 60% e 68% ao longo de três gerações futuras, o que sugere uma redução populacional superior a 30%, especialmente considerando a sensibilidade da espécie a alterações no habitat.
Em 2018, o torom-do-pará foi classificado como vulnerável (VU) no Livro Vermelho da Fauna Brasileira Ameaçada de Extinção do Instituto Chico Mendes de Conservação da Biodiversidade (ICMBio). Assim como a maioria dos gralariídeos, os membros do complexo macularis são muito sensíveis aos efeitos da perda, fragmentação e perturbação de habitat. Em sua área de distribuição, a espécie está presente em algumas áreas de conservação: a Floresta Nacional de Carajás (Flona Carajás), a Floresta Nacional de Caxiuanã (Flona Caxiuanã), a Floresta Nacional de Tapirapé-Aquiri (Flona Tapirapé-Aquiri), a Reserva Biológica do Gurupi (Rebio Gurupi), a Reserva Biológica do Tapirapé (Rebio Tapirapé), a Reserva Particular do Patrimônio Natural Fazenda Pioneira (RPPN Fazenda Pioneira) e a Terra Indígena Sarauá (TI Sarauá).